# Буксиети
Буксиети (груз. ბუქსიეთი) — село в Чохатаурском муниципалитете Грузии.

## География
Село расположено по обеим сторонам реки Губазеули, южнее водораздела рек Супса и Губазеули, на расстоянии в 14 километрах от посёлка городского типа Чохатаури, административного центра муниципалитета, в 26 километрах от города Озургети. Абсолютная высота — 410 метров над уровнем моря.

## Население
| Год  | Население | Мужчины | Женщины |
| ---- | --------- | ------- | ------- |
| 1908 | 203       |         |         |
| 2002 | ↘77       | 40      | 37      |
| 2014 | ↘64       | 29      | 35      |